# 食三田次
食 三田次（はみ の みたすき、生没年不詳）は、奈良時代の貴族。姓は朝臣。官位は従五位下・西市正。

## 出自
『古事記』に武内宿禰の子、波美八代宿禰を、波美臣の祖として伝えており、天武天皇13年（684年）11月に、波弥臣に朝臣の姓を賜うとある。

## 経歴
孝謙朝の天平勝宝9歳（757年）聖武上皇の一周忌に、同9歳（757年）5月、川原凡・益田縄手・大蔵家主・土師犬養・土師弟勝・上毛野真人とともに外従五位下に昇叙している。以後、藤原仲麻呂政権で順調に出世したものと思われ、淳仁朝の天平宝字3年（759年）7月、西市正。翌4年（760年）正月、田口大戸・大原継麻呂とともに内位の従五位下に叙せられている。以降の記録は存在せず、藤原仲麻呂の乱における去就も明確ではない。

## 官歴
『続日本紀』による
- 時期不詳：正六位上
- 天平勝宝9歳（757年） 5月20日：外従五位下
- 天平宝字3年（759年）7月3日：西市正
- 天平宝字4年（760年）正月4日：従五位下（内位）

## 関連事項
- 播美奥人…同族と思われる。